# کمپ راک ۲: پایان جم
کمپ راک ۲: پایان جم (انگلیسی: Camp Rock 2: The Final Jam) یک تله‌فیلم موزیکال آمریکایی در سال ۲۰۰۸ به کارگردانی پل هون و دنباله فیلم ۲۰۰۸ کمپ راک است. در فیلم دمی لواتو، جوناس برادرز (جو جوناس، نیک جوناس و کوین جوناس)، میگان جت مارتین، ماریا کانالز باررا، آلیسون استونر و همچین دانیل کش و کلوئی بریجز به ایفای نقش می‌پردازند. در این فیلم، کمپ تابستانی جدید رقابتی به نام کمپ استار ظاهر می‌شود و توجه همه را به خود جلب می‌کند، که می‌تواند به معنای پایان کمپ راک باشد.
فیلم در ۳ سپتامبر ۲۰۱۰ در شبکه دیزنی نمایش داده شد. تا زمان ساحل جوان ۲ (۲۰۱۵) این آخرین دنباله فیلم از یک فیلم اصلی در کانال دیزنی است.